# Cobham (Surrey)
Cobham es una localidad situada en el municipio de Elmbridge, en Surrey, Inglaterra (Reino Unido). Según el censo de 2021, tiene una población de 17 500 habitantes.
Está ubicada cerca de la ciudad de Guildford y a poca distancia al sur del río Támesis y de Londres.